# Cartoonito (CEE)
Cartoonito  — круглосуточный общеевропейский платный детский телеканал, на котором в основном представлены мультсериалы. Этот канал транслируется в Германии, Австрии, Швейцарии, Польши, Чехии, Словакии, Венгрии, Румынии, Украине, странах СНГ (кроме России), Балтии, Бенилюкса и Балкан.. Во время перерыва местная реклама отличается в разных странах с помощью субпотока (фид), в оригинальном виде телеканал вещает без рекламы.

## История

### 2005—2011: До запуска
В марте 2005 года был запущен Boomerang EMEA на Ближнем Востоке и в Африке на английском языке. 5 июня этого же года телеканал расширился до Европы вещая на польском (частично), венгерском и греческом языках.
С 1 августа 2007 года на территориях стран СНГ и Прибалтики телеканал начал вещание со спутников Astra 1K и Hot Bird 7A. Вещание осуществлялось на английском языке.
В 2008 году была добавлена звуковая дорожка на арабском языке, также канал начал полноценно вещать на польском
В 2010 году Boomerang EMEA расширился до Румынии, Венгрии, Чехии, Словакии, Хорватии, Сербии и Черногории. Телеканал принимали 9,5 млн домохозяйств
12 октября 2011 года для Центральной и Восточной Европы, включая все страны СНГ, был запущен Boomerang CEE.

### 2011—2023: Boomerang
12 октября 2011 года в 06:00 по центральноевропейскому времени Boomerang CEE начал вещание с мультсериала Бэби Луни Тюнз. Телеканал сразу стал доступен в СНГ, Прибалтики, а также Центральной и Восточной Европе, при этом сохранились звуковые дорожки на английском, польском, венгерском и румынском языках, также с анонсов убрали текст и появилась собственная сетка вещания. Появились 2 программных блока: «Сartoonito» для дошкольников и «Cinema Boomerang» показывающий полнометражные мультфильмы. Первое время Boomerang транслировал архивные мультсериалы от Cartoon Network, Warner Bros., MGM и Hanna-Barbera, такие как Looney Tunes, Merrie Melodies и Tom and Jerry, «Джонни Браво», «Лаборатория Декстера» и т. п..
С сентября 2012 года, появились возрастные маркировки при показе передач из-за нового российского законодательства.
В июле 2013 года Boomerang частично вещал на русском языке, с 1 октября 2013 года телеканал был полностью дублирован на русский язык.
В 2014 году редакция телеканала стала располагается в Мюнхене, вещательный центр и основной офис по-прежнему находятся в Лондоне.
1 ноября 2014 года все операторы Франции и Чехии перешли на Boomerang CEE. В то же время были убраны блоки с эфира — «Сartoonito» и «Cinema Boomerang».
2 февраля 2015 года был произведён ребрендинг, который включал обновлённую версию логотипа и новое оформление. Также телеканал начал транслировать оригинальные программы, сосредоточившись в первую очередь на перезапусках популярных франшиз, таких как Looney Tunes и Скуби-Ду. В итоге, большая часть программ от Warner Bros. была отодвинута на второй план, а оригинальные мультсериалы заняли большую часть эфира. Руководство Warner Bros. охарактеризовало изменения, как попытку превратить Boomerang во «второй флагман» наравне с основным каналом — Cartoon Network. С 2017 года канал стал доступен в Нидерландах и Бельгии.
4 апреля 2018 года телеканал перешёл на широкоэкранное вещание (16:9). Также 17 апреля этого же года была запущена HD-версия канала для Польши, а позже и для остальных стран. В то же время Boomerang CEE начал вещание в Германии, Австрии, Швейцарии, Лихтенштейне и Люксембурге тем самым заменив локальную версию — Boomerang Germany.
С 10 ноября 2020 года Boomerang получил чешскую лицензию (RRTV) с целью обеспечения продолжения легального вещания в Евросоюзе в соответствии с Директивой ЕС об аудиовизуальных медиа-услугах (AVMSD) и законом о едином рынке после выхода Великобритании из Европейского Союза. Так как в Чехии действуют минимальные правила вещания, она была выбрана для целей лицензирования в ЕС. Вещательный центр телеканала по-прежнему располагается в Лондоне.
1 ноября 2021 года, на телеканале появилась звуковая дорожка на болгарском языке, а 3 декабря того же года появилась звуковая дорожка на чешском языке.
9 марта 2022 года в связи с вторжением России на Украину компания Warner Bros. Discovery прекратила вещание своих телеканалов, в том числе и Boomerang, на территории РФ, также прекратил работу российский сайт канала — boomerangtv.ru. На территориях соседних стран вещание канала на русском языке продолжается. 1 сентября того же года был возвращён блок для дошкольников Cartoonito, он идёт по утрам и длится 6 часов.

### 2023-н.в: Cartoonito
18 марта 2023 года телеканал провёл ребрендинг, Boomerang был переименован в Cartoonito, и стал ориентироваться на дошкольников в возрасте от 2 до 5 лет. Первые 9 дней телеканал продемонстрировал круглосуточный марафон мультсериала Batwheels.

## Логотип

С 12 октября 2011 по 2 февраля 2015 года
C 2 февраля 2015 по 18 марта 2023 года
C 18 марта 2023 года